# Gustavo Wasa
Gustavo Wasa è un'opera in quattro atti di Giuseppe Apolloni, su libretto di Ulisse Poggi. La prima rappresentazione ebbe luogo al Teatro Comunale di Trieste il 5 novembre 1872.
Non va confusa con l'opera omonima di Filippo Marchetti del 1875.

## Ruoli
Gli interpreti della prima rappresentazione furono:
| Personaggio | Interprete         |
| ----------- | ------------------ |
| Edwige      | Emma Wiziak        |
| Gustavo     | Giuseppe Capponi   |
| Cristierno  | Ormondo Maini      |
| Arnoldo     | Adriano Pantaleoni |
| Un frate    | Paride Povoleri    |
| Un popolano | Carlo Fiorini      |

## Trama
La vicenda è ispirata alle gesta di Gustavo Wasa, che intende liberare la Svezia dal giogo del re di Danimarca Cristierno, impadronitosi della patria di Gustavo con l'inganno e la ferocia.
Gustavo, figlio di uno svedese fatto uccidere da Cristierno, si cela sotto il nome di Ulrico in una miniera, dove prepara la riscossa e si innamora di Edwige, anch'ella figlia di un nobile svedese vittima di Cristierno, ma ignara delle proprie origini.